# 安道爾駐外機構列表

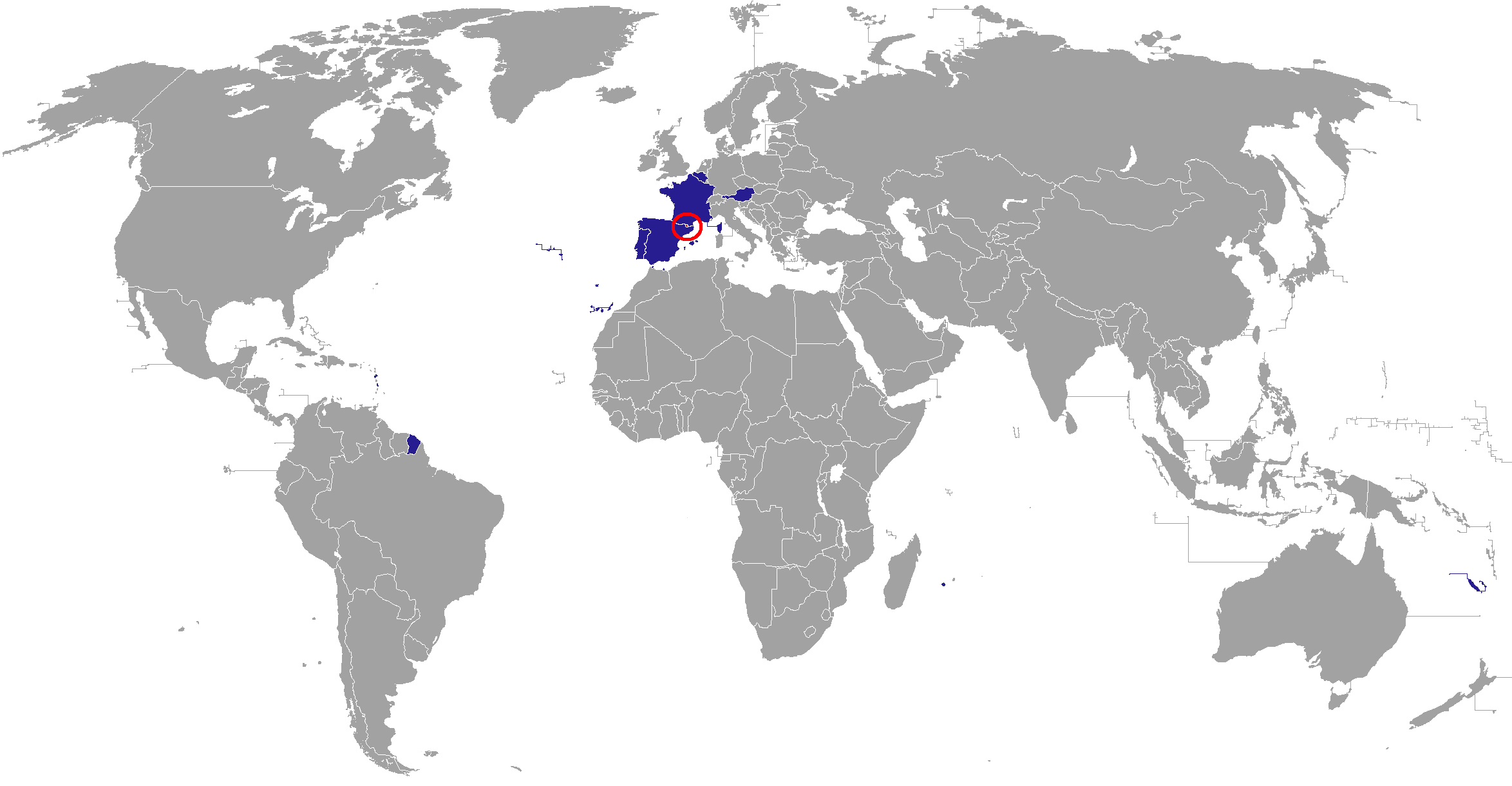
安道爾駐外機構分佈圖

本列表列出安道爾在世界各地設立的外交代表機構。

## 歐洲
- 奥地利
  - 維也納（大使館）
- 比利时
  - 布魯塞爾（大使館）
- 法國
  - 巴黎（大使館）
- 葡萄牙
  - 里斯本（大使館）
- 西班牙
  - 馬德里（大使館）

## 國際和地區組織
- 布魯塞爾 （常駐歐盟代表團）
- 日內瓦 （常駐聯合國日內瓦辦事處及世貿組織代表團）
- 紐約 （常駐聯合國代表團）
- 巴黎 （常駐聯合國教科文組織代表團）
- 斯特拉斯堡 （常駐歐洲委員會代表團）
- 維也納 （常駐歐安組織代表團）